# Юзва Роман Йосипович
Рома́н Йо́сипович Ю́зва (нар. 4 листопада 1934, Хмельницький, УРСР; † 14 листопада 2003, Івано-Франківськ, Україна) — український поет і журналіст. Член Національної Спілки  письменників України.

## Життєпис
Роман Юзва народився в с. Гречана Старосинявського району Хмельницької області в сім'ї колгоспників. Закінчив Івано-Франківський гірничий інститут за спеціальністю інженер-шахтобудівельник. Працював за спеціальністю у солотвинських солекопальнях Закарпаття, на шахті Калуського хіміко-металургійного комбінату, а також в Івано-Франківському проектно-конструкторському технологічному інституті.

## Твори
- Береза під вікном (1972)
- З глибин землі (1977)
- Вишийте веселку (1981)
- Надія (1985)
- Біль (1992)
- Поклик землі (1994)
- Світло любові (2000)
- Віче правди (2002)
- На перехрестях долі (2004)
- Чарівна тилинка (2006)
- Я належу Україні (2010)
- Світи, моя любове, Україно (2011)

1. Електронний каталог бібліотеки